# Судзуки, Норифуми
Норифуми Судзуки (яп. 鈴木 則文; 26 ноября 1933, Сидзуока, Япония — 15 мая 2014) — японский кинорежиссёр, сценарист. Один из родоначальников направления японского кинематографа Pinky Violence — жёсткого приключенческого кино с большим содержанием контента для взрослой аудитории или, в другой терминологии, «безумного в лучшем смысле слова гибрида боевика и эротики». Американские критики относят жанровую принадлежность картин Норифуми Судзуки к категории sexploitation.

## Биография
Норифуми Судзуки родился в 1933 году в городе Сидзуока, столице одноимённой префектуры Японии. Закончил экономический факультет в частном университете в Киото. С 1956 года стал работать ассистентом режиссёра на одной из студий компании Toei. Профессиональные навыки получал под руководством таких кинематографистов, как Масахиро Макино , Тай Като и Тому Утида. В 1963 году стоялся его дебют в качестве сценариста, а в 1965 году — в качестве режиссёра фильма «История Осакской преисподней».
В 1968 году написал сценарий к ленте «Красный Пион: Леди Якудза», положившей основу к чрезвычайно популярному у японской аудитории приключенческому циклу из 8 серий, главную роль в котором сыграла племянница Судзуки, актриса Дзюнко Фудзи. Наибольшей же известности и коммерческого успеха достигла серия из 10 комедийных боевиков «Torakku Yarō» о приключениях водителей большегрузных магистральных автомобилей.
Успех фильмов в стиле pinky violence, в большом количестве выпускавшихся Судзуки на студии Toei, объясняется обострением в конце 1960-х годов борьбы японских кинотеатров с телевидением. Ленты сенсационной, эпатажной тематики, обильно содержащие секс и насилие, никогда не могли быть показаны по ТВ:
Японские экраны заполнили плохие девчонки с ножами и кастетами, насмерть бившиеся с мерзкими якудза и еще более омерзительными полицейскими. Фильмы этого направления часто несли анархистский, антиавторитарный месседж: представители власти – полицейские, госчиновники и даже депутаты парламента – годились в них лишь на то, чтобы их избить, а то и убить максимально жестоким способом. Что юные героини этих картин ... и проделывали неоднократно и с явным наслаждением.
На волне спроса Норифуми Судзуки иногда снимал несколько фильмов одновременно. С минимальным интервалом вышли несколько лент: «Ужасная школа для девочек» (сентябрь 1972 года), «Сукэбан» (январь 1973 года), «Секс и ярость» (февраль 1973 года), «Ужасная школа для девочек 2» (март 1973 года). При определённом отсутствии художественной составляющей, это кино для своего поколения стало объектом культа и неоднократного цитирования, например, Квентином Тарантино или Робертом Родригесом. Снятый за 2-3 месяца фильм «Секс и ярость» до настоящего времени является определённым эталоном жанра, не только великолепным образом совместившем историю о красивой мстительнице с эротикой, но и послужившим основой для заимствования некоторых фильмов других режиссёров, включая популярный американский боевик «Убить Билла».
В 1984 году покинул студию Toei и начал снимать фильмы как независимый режиссёр. В 1985 году на кинофестивале в Йокогаме Норифуми Судзуки был удостоен специального приза за карьерные достижения.
Последней картиной режиссёра стала лента «Школа, где издеваются над каждым», выпущенная в 1990 году.
Норифуми Судзуки умер в возрасте 80 лет в мае 2014 года.

## Избранная фильмография
| Год  |   | Русское название                                 | Оригинальное название                                    | Роль                |
| ---- | - | ------------------------------------------------ | -------------------------------------------------------- | ------------------- |
| 1965 | ф | История Осакской преисподней                     | Osaka Hell Story                                         | режиссёр, сценарист |
| 1966 | ф | Братья в законе                                  | Honor Among Brothers                                     | сценарист           |
| 1967 | ф | Игра человека в татуировках                      | Game of Tattooed Man                                     | режиссёр, сценарист |
| 1967 | ф | Боевые искусства улиц                            | Martial Arts of The Streets                              | режиссёр, сценарист |
| 1967 | ф | Повесть о настоящих якудза 4                     | Brutal Tales of Chivalry 4                               | сценарист           |
| 1967 | ф | Исимацу с рыбного рынка                          | Ishimatsu From Fish Market                               | режиссёр, сценарист |
| 1967 | ф | Одиннадцать самураев                             | Eleven Samurai                                           | сценарист           |
| 1967 | ф | Братья в законе 6                                | Honor Among Brothers 6                                   | сценарист           |
| 1968 | ф | Под знаком синоби                                | Shinobi Swastika                                         | режиссёр, сценарист |
| 1968 | ф | Братья в законе 7                                | Honor Among Brothers 7                                   | режиссёр, сценарист |
| 1968 | ф | Красный Пион: Леди Якудза                        | Red Peony Gambler                                        | сценарист           |
| 1968 | ф | Красный Пион 2: Долг игрока                      | Red Peony Gambler 2: Gambler’s Obligation                | режиссёр, сценарист |
| 1968 | ф | Красный Пион 3: Игра в карты                     | Red Peony Gambler 3: The Hanafuda Game                   | сценарист           |
| 1969 | ф | Красный Пион 4: Второе поколение                 | Red Peony Gambler 4: Second Generation Ceremony          | сценарист           |
| 1969 | ф | Красный Пион 5: Дурная слава                     | Red Peony Gambler 5: Notorious Gambler                   | сценарист           |
| 1969 | ф | Биндюжники из Канто                              | Kanto Street Peddlers                                    | режиссёр, сценарист |
| 1970 | ф | Биндюжники из Канто 2: цена верности             | Kanto Street Peddlers 2: Violent Loyalty                 | режиссёр, сценарист |
| 1970 | ф | Красный Пион 6: Возвращение                      | Red Peony Gambler 6: Oryo Returns                        | сценарист           |
| 1970 | ф | Биндюжники из Канто 3: Схватка у храма           | Kanto Street Peddlers 3: Royal Temple Duel               | режиссёр, сценарист |
| 1970 | ф | Босс в цилиндре                                  | Silk Hat Boss                                            | режиссёр, сценарист |
| 1971 | ф | Семейный парень хочет в Ибарэ                    | Family Man Wants To Ibare                                | режиссёр, сценарист |
| 1971 | ф | Гейша с курорта Мимидзу                          | Hot Springs Mimizu Geisha                                | режиссёр, сценарист |
| 1971 | ф | Сукэбанский блюз: атаманша наносит ответный удар | Girl Boss Blues — Queen Bee’s Counterattack              | режиссёр, сценарист |
| 1972 | ф | Запретный секс времен сёгуната                   | Tokugawa Sex Ban                                         | режиссёр, сценарист |
| 1972 | ф | Сукэбанская герилья                              | Girl Boss Guerilla                                       | режиссёр, сценарист |
| 1972 | ф | Ужасная школа для девочек                        | Terrifying Girls’ High School: Women’s Violent Classroom | режиссёр, сценарист |
| 1973 | ф | Сукэбан                                          | Sukeban                                                  | режиссёр, сценарист |
| 1973 | ф | Секс и ярость                                    | Sex and Fury                                             | режиссёр, сценарист |
| 1974 | ф | Школа Святого Зверя                              | School of Holy Beast                                     | режиссёр, сценарист |
| 1975 | ф | Машина для убийства                              | Killer Machine                                           | режиссёр, сценарист |
| 1975 | ф | Обреченный на одиночество                        | Karate Bullfighter                                       | сценарист           |
| 1976 | ф | Братья с рыбного фестиваля                       | Fish Market Festival                                     | режиссёр, сценарист |
| 1977 | ф | Докабэн                                          | Dokaben                                                  | режиссёр, сценарист |
| 1978 | ф | Тарао Баннай                                     | Tarao Bannai                                             | режиссёр, сценарист |
| 1979 | ф | Звезда Давида                                    | Star of David: Beautiful Girl Hunter                     | режиссёр, сценарист |
| 1981 | ф | Ревущий огонь                                    | Roaring Fire / Hoero Tekken                              | режиссёр, сценарист |
| 1983 | ф | Ревущий огонь                                    | Roaring Fire / Hoero Tekken                              | режиссёр, сценарист |
| 1984 | ф | Трусы с дыркой                                   | A Hole in Pants                                          | режиссёр, сценарист |
| 1985 | ф | Карибы — симфония любви                          | Karibu: Ai no shinfoni                                   | режиссёр, сценарист |
| 1986 | ф | Куклы из сёгунского гарема                       | Dolls of Harem                                           | режиссёр, сценарист |
| 1987 | ф | Неподдающиеся                                    | Guys Who Never Learn It                                  | режиссёр, сценарист |
| 1990 | ф | Школа, где издеваются над каждым                 | Be-in Bully High School                                  | режиссёр, сценарист |